# Iglesia de Santa María la Blanca (Villalcázar de Sirga)
La iglesia de Santa María la Blanca de Villalcázar de Sirga (provincia de Palencia, Castilla y León, España), llamada todavía también de Santa María de Lito (por ser este último el nombre de la localidad hasta el siglo XVII), es un templo-fortaleza empezado a construir a finales del siglo XII, en la transición del románico al gótico, y terminado en el siglo XIV. Hito del Camino de Santiago, del que ha sido uno de sus centros religiosos más importantes, y vinculado a la Orden del Temple, reviste un gran interés artístico, siendo los elementos más destacados el conjunto escultórico de la portada, protogótico del siglo XIII, la colección de sepulcros policromados en el interior, góticos de los siglos XIII y XIV, y el retablo mayor, gótico de los siglos XV y XVI.
En 2015, en la aprobación por la Unesco de la ampliación del Camino de Santiago en España a «Caminos de Santiago de Compostela: Camino francés y Caminos del Norte de España», España envió como documentación un «Inventario Retrospectivo - Elementos Asociados» (Retrospective Inventory - Associated Components) en el que en el n.º 1354 figura la iglesia parroquial de Santa María La Blanca.

## Historia
La iglesia fue empezada a construir en los años finales del siglo XII y quedó terminada, en su fábrica fundamental, a principios del siglo XIII. Su condición de encomienda templaria de la Corona de Castilla no está documentada antes de 1307, solo cinco años antes de la supresión de la orden en los reinos hispanos. Mucho más documentada está su condición de santuario mariano de carácter real. En el siglo XIII los monarcas Alfonso X el Sabio y su hijo Sancho IV se vincularon intensamente al templo, el primero de manera literaria y el segundo religiosa: Alfonso X se inspiró en él para componer doce de sus Cantigas de Santa María, mientras que Sancho IV lo visitó en peregrinación en varias ocasiones, durante la Semana Santa, para hacer penitencia ante la Virgen de Villasirga, de la que era gran devoto.
Tras la disolución de la Orden del Temple en España en 1312, Santa María de Villasirga fue cedida a Rodrigo Rodríguez de Girón y posteriormente a la familia de los Manrique. En este siglo se realizaron algunas ampliaciones y añadidos, como la Capilla de Santiago. Ya en el siglo XV, merced a una política de enlaces matrimoniales, pasa a poder de Fernando de Sotomayor. Dos siglos después, en 1661, se crea el título de conde de Villalcázar de Sirga, que es concedido a Juan de Echeverri y Rovere, capitán general de la Armada. En 1664, como señor que era de Villasirga, cederá el templo de Santa María la Blanca al Obispado de Palencia, con el objeto de establecer en él la única parroquia local que actualmente persiste. 

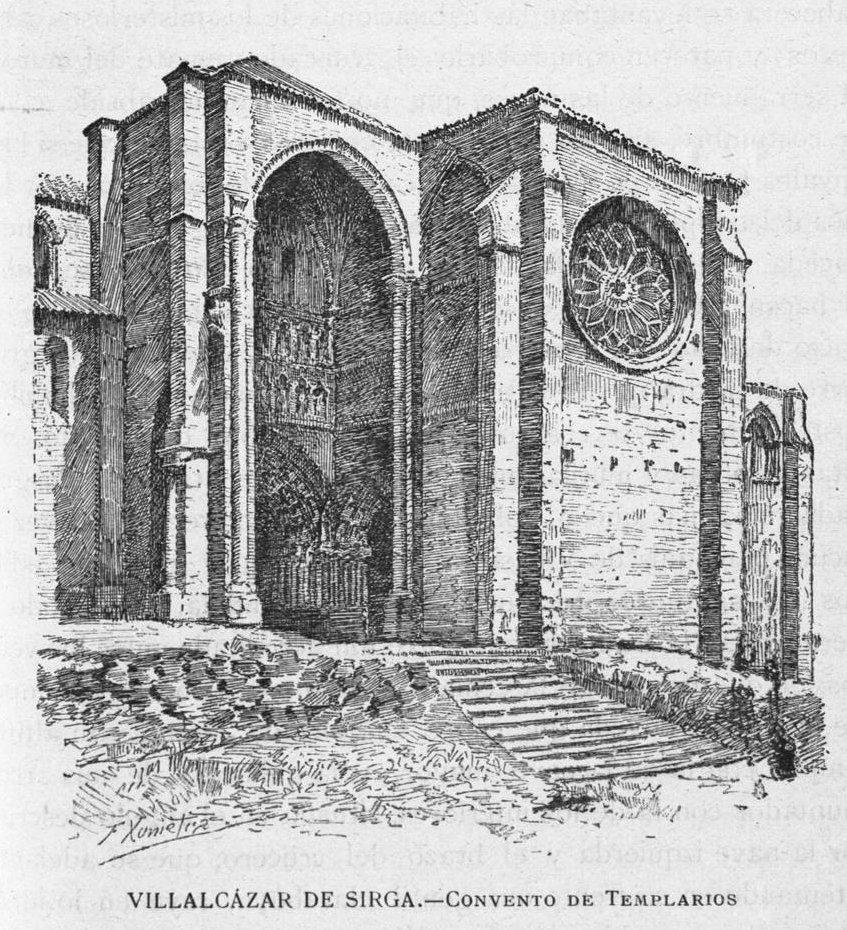
Vista de la iglesia en un dibujo del

En 1888 se derrumbó el muro de cierre de los pies del templo, espacio que quedó clausurado dos años después con el levantamiento de un simple muro desnudo y que supuso una merma de siete metros en la longitud del templo. Este siniestro causó la pérdida de la Puerta del Ángel, joya escultórica muy alabada por los antiguos viajeros y peregrinos, varias de cuyas tallas fueron reubicadas en otros espacios de la construcción. Tras ser declarado Monumento Nacional en 1919, se acometieron en el templo varias intervenciones, de distinto carácter y orientación, desde 1932 hasta nuestros días. En tanto que Monumento Histórico-Artístico Nacional, es Bien de Interés Cultural (BIC).

## Descripción
El edificio responde a las corrientes de construcción protogótica, con una vinculación más concreta y directa con la escuela de raíz cisterciense que suele denominarse hispano-languedociana. Está hecho en cantería y el proyecto inicial, , nunca se completó. Presenta planta de tres naves, siendo más ancha y alta la central que las laterales. De las cinco capillas que rematan la cabecera, las tres centrales son planas en su fondo y permanecen alineadas, sin que exista separación física entre ellas. Se trata de un testero recto de influencia borgoñona. Las otras dos de los lados se cierran en ábsides poligonales. 
Cuenta con crucero doble, flanqueado en su primer tramo por la torre en un lado y por la capilla de Santiago en el otro. El espacio interior se articula mediante pilares compuestos de núcleo cuadrado, con columnas pareadas en cada cara y acodilladas en las esquinas, en la cabecera y el crucero. Se apoya todo el conjunto en una basa octogonal. La nave central se cubre con bóvedas de crucería sexpartitas. El crucero y las naves laterales presentan bóveda de crucería simple. Cada pilar del crucero contiene un bulto de cuerpo entero bajo doselete, pudiendo datarse las cuatro en el tercer cuarto del siglo XIII. Representan a san Pedro, san Pablo, la Virgen María y el arcángel san Gabriel.

### Portada meridional

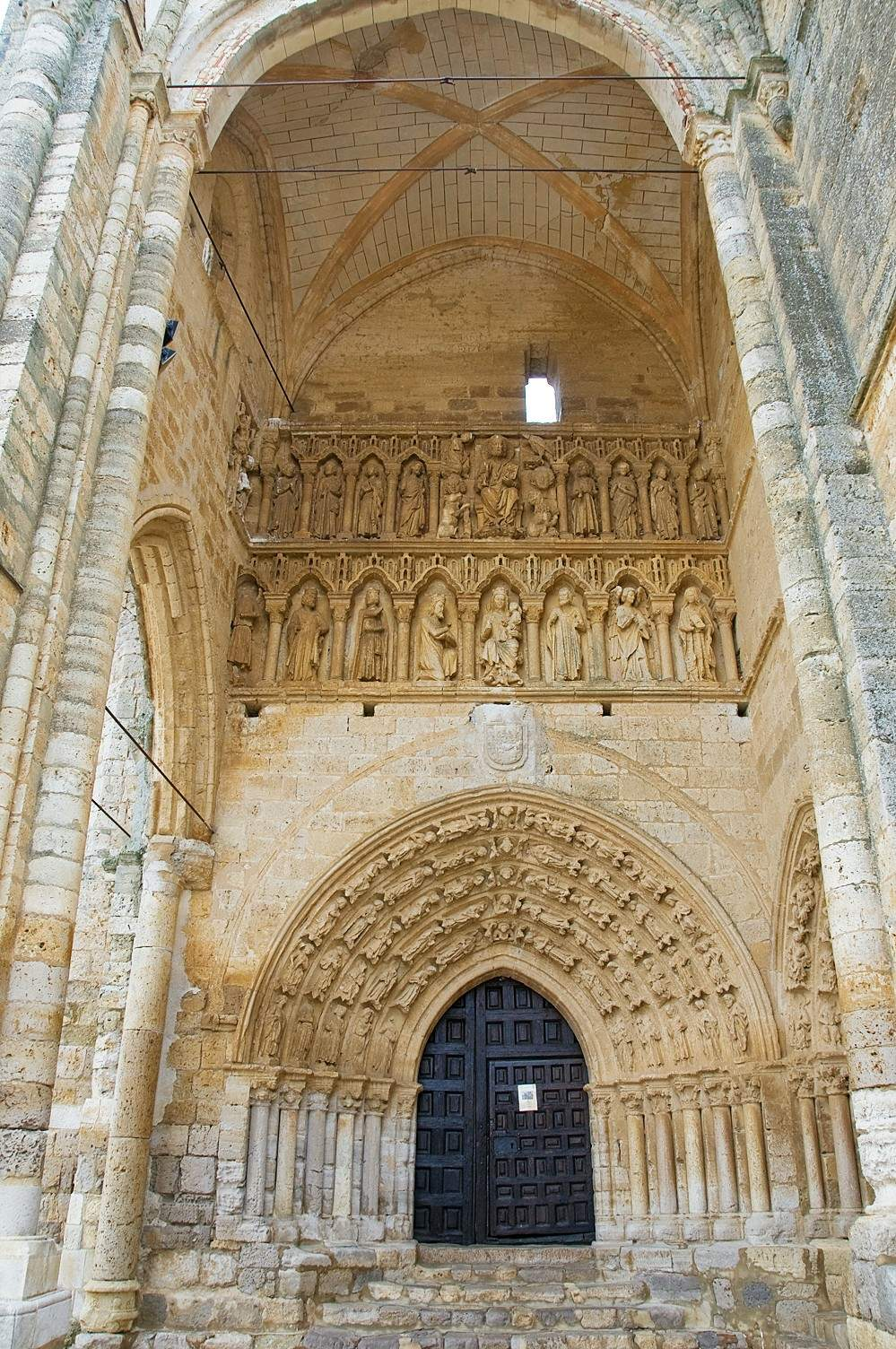
Portada meridional.

Entre los accesos que posee el templo, destaca la portada meridional doble, junto a la capilla de Santiago, sobresaliente por la calidad de sus esculturas protogóticas del siglo XIII y que recuerda en muchos aspectos las portadas románicas. El vano de entrada a la iglesia está conformado por seis arquivoltas apuntadas, decoradas con 51 figuras que representan ángeles, santos, clérigos y otros personajes con instrumentos musicales, y apeadas en capiteles con decoración vegetal y jambas lisas. La portada lateral y adyacente, que comparte rincón con la anterior y da acceso a la capilla de Santiago, viene a ser una copia de la anterior, pero de dimensiones más reducidas. Presenta ésta tres arquivoltas y 25 figuras. En ambos casos, las figuras labradas en las dovelas son de cuerpo entero, mientras que las que asoman en las claves son de medio cuerpo. Las puertas carecen de tímpano.
Más notable aún es el doble friso que discurre en el lienzo de muro por encima de la portada mayor. Evoca poderosamente los frisos iconográficos de modelos palentinos como San Juan de Moarves y Santiago de Carrión de los Condes. Son galerías ciegas con intercolumnios ocupados por las figuras y unidos por arcos trilobulados, sobre los que aparecen adornos de construcciones arquitectónicas. 
En el friso superior se representa el Pantocrátor flanqueado por los Evangelistas y los Apóstoles en la Jerusalén Celeste. Entre el Apostolado destaca la figura de Santiago, vestido de peregrino. El friso inferior está dedicado a la Asunción de la Virgen Blanca, flanqueada por figuras relacionadas con la Anunciación y la Adoración de los Reyes Magos. La imagen mariana que centra este segundo friso aparece pisando al dragón, según tipología que se repite en el interior. Todo el conjunto recoge fielmente los elementos iconográficos tomados el Apocalipsis de San Juan. Las escenas no están completas, sino fragmentadas en parte, quizá debido a la reforma de esta parte de la iglesia en el siglo XIV con motivo de la construcción de la capilla de Santiago.
Toda esta portada meridional está protegida por un grandioso pórtico de arco apuntado, de la misma altura que la nave central, que constituye, al parecer, la parte conservada de uno de mayor extensión que rodeaba, a modo de "claustro", todo el templo. Este pórtico desaparecido se prolongaría con una serie de arcos de inferior altura al actualmente conservado, que mide unos 15 metros. 
La portada de acceso del muro norte también es gótica, aunque carece de ornato.

### Retablo mayor

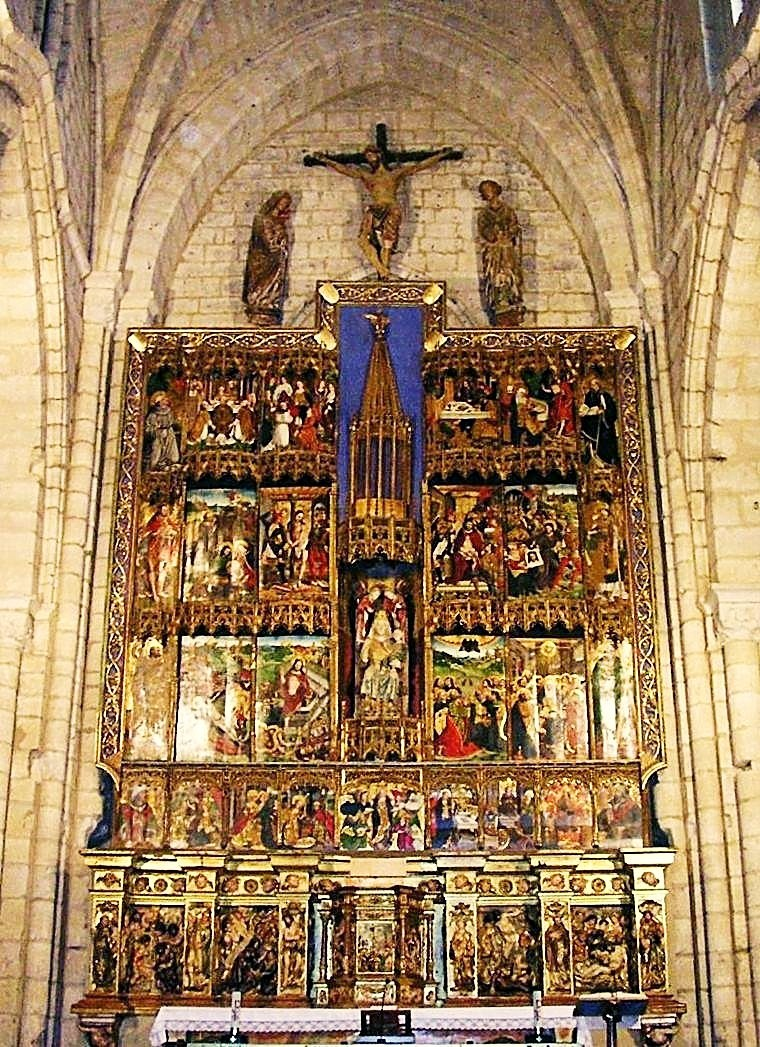
Retablo mayor.

El retablo integra piezas y elementos realizados en diferentes épocas. La parte más antigua es el Calvario que lo remata, tres artísticas tallas (Crucificado, Santa María y San Juan) góticas de hacia 1300. De finales del siglo XV o principios del XVI son las tablas de estilo hispanoflamenco, atribuidas al Maestro Alejo, un pintor de origen alemán. Son 27, representan a santos, escenas hagiográficas y pasajes evangélicos, y se distribuyen en una mazonería de tres cuerpos más banco, cuatro calles y dos entrecalles, con guardapolvos perimetral. La quinta calle, en el centro, está ocupada por una hornacina que acoge a la venerada Virgen de Villasirga, Santa María la Blanca, talla gótica del siglo XIII en la que la Virgen se muestra sedente y con el Niño en brazos. Un doselete con largo chapitel cubre la imagen. Cuando en el siglo XVI se rebajó la altura del presbiterio se añadió al retablo una predela adicional, a modo de sotabanco, obra renacentista de entre 1560 y 1570. Esta parte escultórica es atribuida a Manuel Álvarez con policromía de Francisco de Carracejas.
El conjunto tardogótico que puede observarse en la actualidad es el resultado de restauraciones y reformas realizadas en 1945-1946. Entonces se desarmó la estructura y se volvió a armar, variando la situación de las tablas e integrándolas en una nueva mazonería. Así, son de factura moderna el dosel central que acoge a la virgen, su chapitel, las cresterías caladas que separan los cuerpos y los escudos heráldicos del guardapolvos.

### Capilla de Santiago y sepulcros

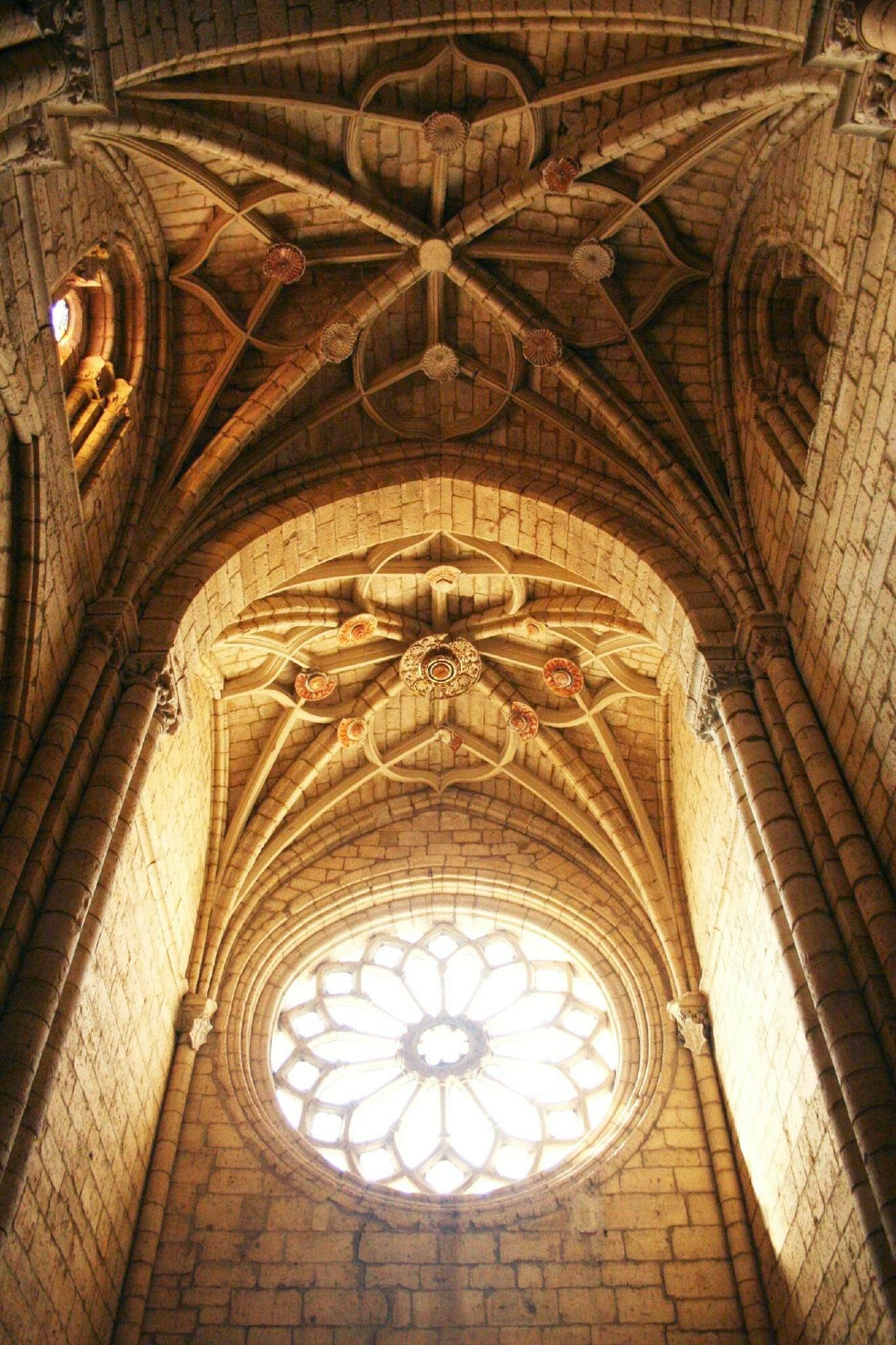
Interior de la capilla de Santiago.

En el siglo XIV, en la parte meridional, anexa a la portada, se levantó la capilla de Santiago, perteneciente a la orden de caballería del mismo nombre o a un caballero santiaguista. Este espacio está iluminado por un bello rosetón, que inunda de luz las naves del crucero; se cubre con bóveda de crucería con terceletes y combados, apeada sobre ménsulas que llevan inserto el escudo y cruz de la Orden de Santiago. En la parte norte del templo se inició, durante la misma centuria, lo que iba a ser una gran torre, de la que al parecer solo se construyó el primer cuerpo, y que posteriormente se derrumbó. 

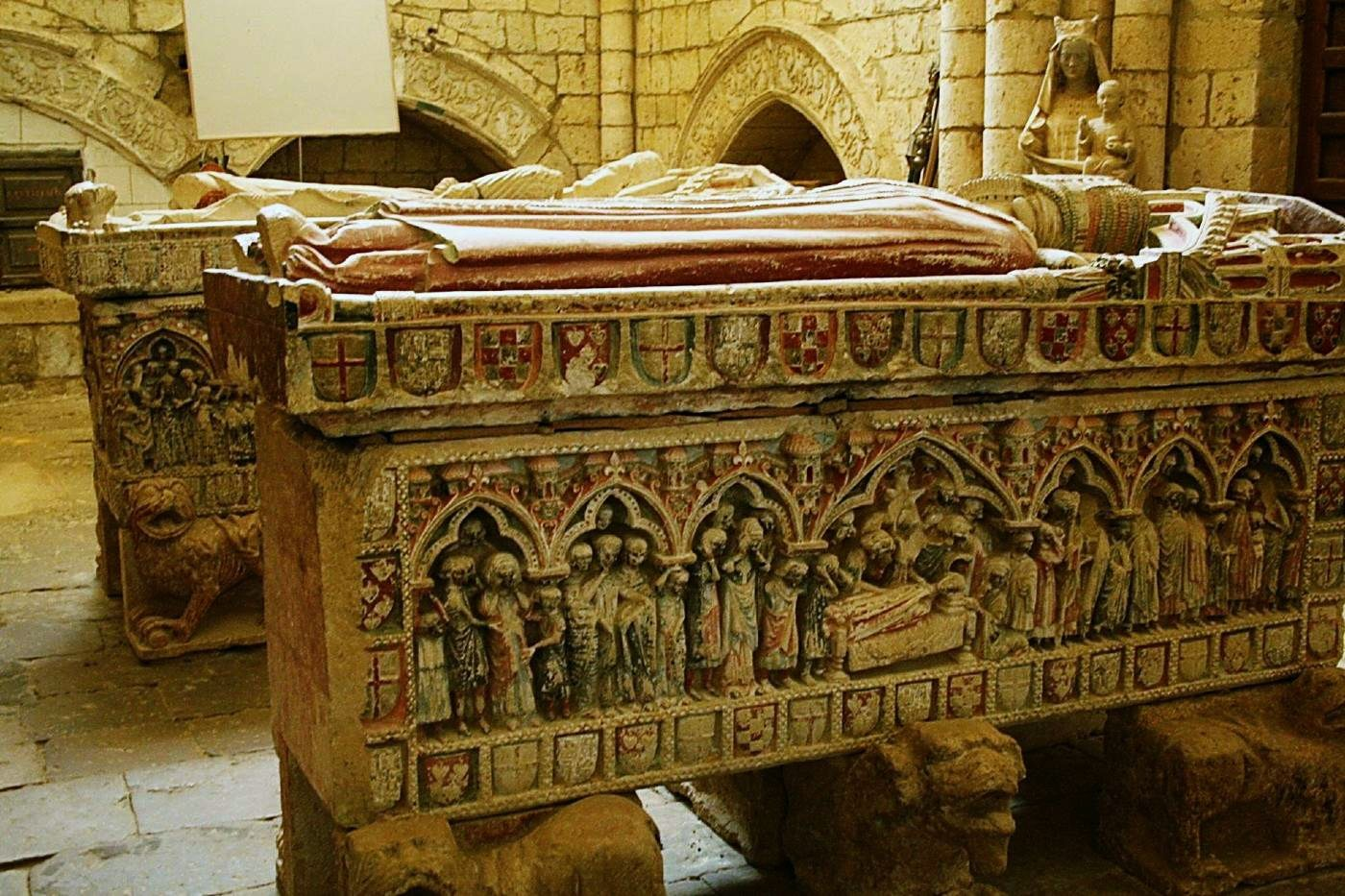
Sepulcros del infante Felipe de Castilla y Suabia, hijo de Fernando III el Santo, y de su segunda esposa, Inés de Guevara.

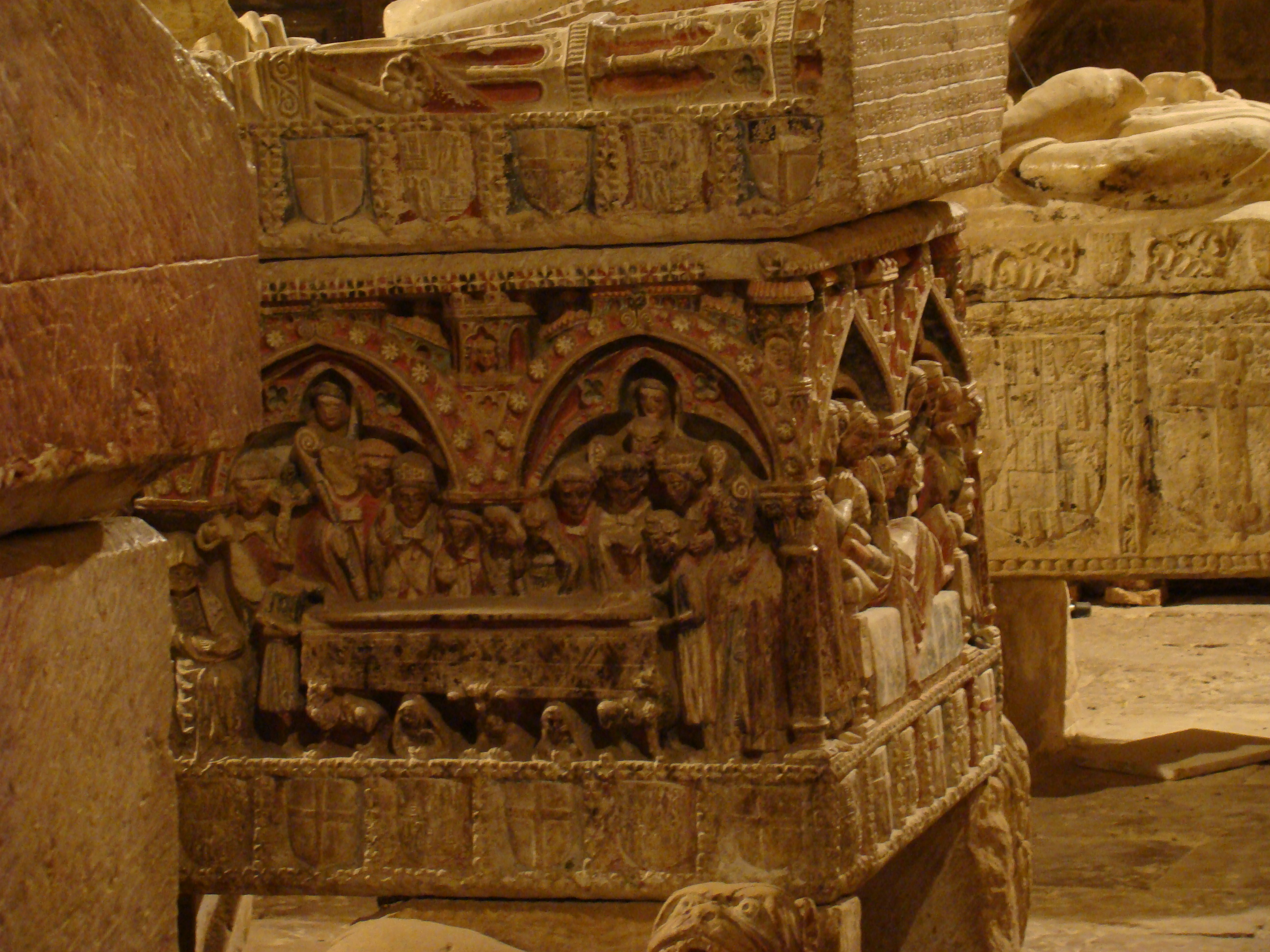
Detalle del sepulcro de Felipe de Castilla, hermano de Alfonso X.

La capilla acoge tres sepulcros góticos:
- Sepulcro del infante Felipe de Castilla, hijo de Fernando III el Santo y hermano de Alfonso X el Sabio, que falleció el 28 de noviembre de 1274.
- Sepulcro de Inés de Guevara, que fue la segunda esposa del infante Felipe de Castilla.
- Sepulcro de Juan de Pereira, caballero de la Orden de Santiago.

Las dos primeras obras funerarias, trasladadas aquí en 1936 desde su emplazamiento primitivo en las naves, son exentas y se apoyan sobre leones. Su realización ha de situarse en el último cuarto del siglo XIII. Destacan por la representación en relieve de los difuntos, en pose yacente y ricamente ataviados, en las laudas superiores y, en las paredes de la yacija, escenas de duelo, cortejo fúnebre, entierro, con la familia y las fuerzas vivas del reino, tanto militares como eclesiásticas, labradas bajo arcos apuntados de intradós trilobulado y castilletes en sus enjutas. El infante presenta sus vestiduras con túnica, bonete y manto; en una mano tiene la espada y en la otra un halcón. Lleva sus armas invertidas como signo de alteridad y duelo. Inés viste túnica y lleva en una mano una panela, blasón de los Pimentel. En algunas ocasiones la panela o corazón se ha asociado con un pimiento por la similitud con el apellido pero hemos de tener en cuenta que el pimiento llega a Europa desde América siglos después. Series de escudos heráldicos se disponen en los bordes de las laudas y las basas de las cajas. La riqueza escultórica de ambos sepulcros se ve acentuada por la policromía que los cubre. Como autor de los mismos se ha propuesto a Antón Pérez de Carrión, artista que pudo realizar también los sepulcros del Monasterio de Santa María la Real de Aguilar de Campoo, cuya factura es semejante.
El tercer sepulcro, correspondiente al caballero santiaguista Juan de Pereira, es posterior, del segundo cuarto del siglo XIV, y su decoración es mucho más sobria. El difunto se representa también en bulto yacente, bajo el cual se distribuyen relieves iconográficos y decoración heráldica. Hay que añadir que estos sepulcros han sido abiertos en múltiples ocasiones y que el manto hallado en el del Infante fue llevado al Museo Arqueológico Nacional de Madrid por orden de Isabel II.
Se emplazan en este espacio también varias imágenes góticas de la Virgen; entre ellas, una mutilada del siglo XIII, sedente, con el Niño en brazos y acompañada por ángeles turiferarios, la Virgen de las Cantigas, anteriormente llamada Virgen de Villasirga —que no se trata de la talla mariana alabada y venerada por los citados monarcas castellanos, hallándose ésta en el retablo de la Capilla Mayor—, la cual pudo estar ubicada en el parteluz de la desaparecida Puerta del Ángel.

### Otros retablos y mobiliario
El templo contiene otras obras de arte. En el lado del Evangelio, se hallan: el retablo de Santiago, renacentista plateresco, de hacia 1530, estructurado en tres cuerpos, tres calles y predela, ejecutado por Cristóbal de Herrera, con once pinturas sobre la vida y milagros del santo y una escultura de Santigo Peregrino obra de Juan de Valmaseda, que anteriormente estuvo en la capilla dedicada al santo; el Retablo de Nuestra Señora del Rosario, renacentista romanista, de 1570, con tallas de los siglos XVI y XVIII y tablas pintadas por Francisco de Carracejas; la pila bautismal, frente al antedicho retablo, decorada con gajos y fechable en el siglo XVI; el púlpito, obra de yesería gótica del siglo XVI; otras imágenes talladas de diferentes épocas y orígenes, ubicadas en dos lucillos sepulcrales; y el relicario-expositor en forma de brazo con la reliquia de San Fructuoso, anteriormente emplazado en el Retablo Mayor.
En el lado de la Epístola destacan: el retablo de San Antonio, con mazonería del siglo XVII y siete tablas pintadas de principios del XVI atribuidas al denominado Maestro de Calzada; el órgano realejo, procedente de la ermita de Nuestra Señora del Río y realizado por el organista José Otorel en 1844; el Retablo de Nuestra Señora de la Paz, obra sencilla del primer tercio del siglo XVIII; el retablo del Santo Cristo, obra neoclásica de 1860 y que acoge un Cristo Crucificado del siglo XVI; la Sacristía, localizada en la cabecera de la nave, levantada sobre la que fuera capilla de San Juan en la segunda mitad del siglo XVI, que recoge algunas pinturas de valor, como un Calvario del siglo XVI, y la Cruz de los Santos Lugares, fechada en 1826 y conada por el padre franciscano Simeón Hererro.

## Galería de imágenes

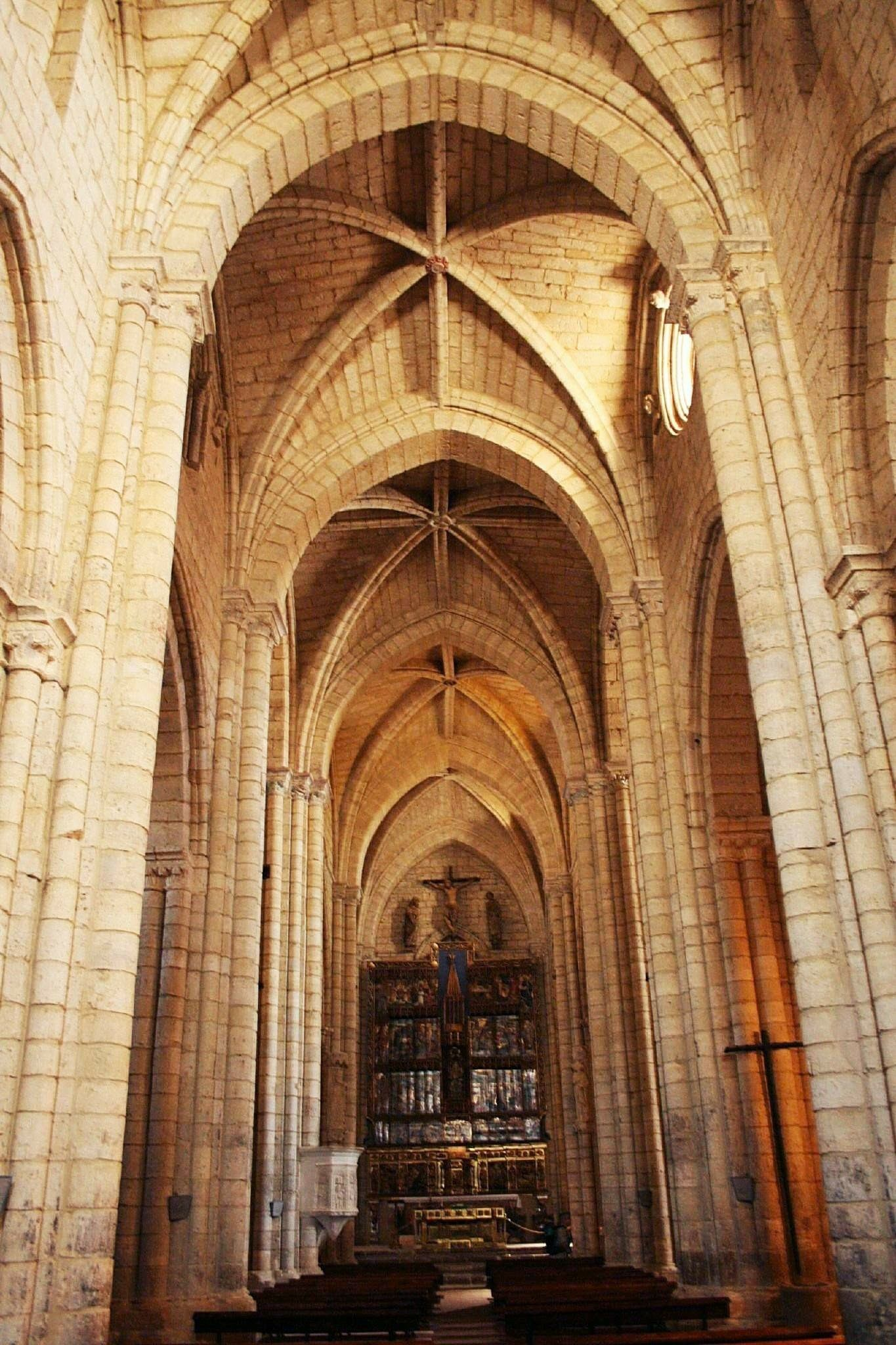
Nave central.
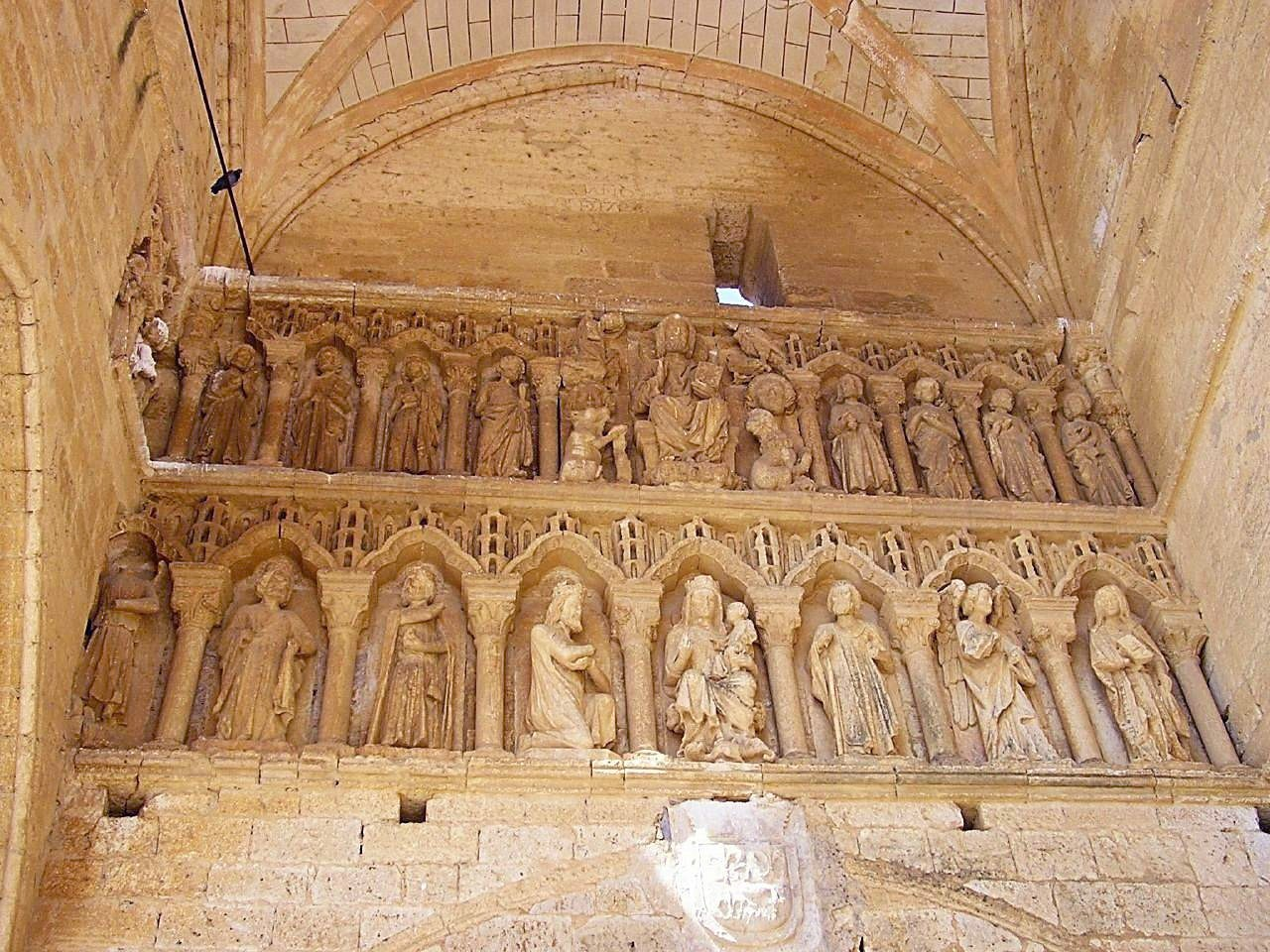
Friso de la portada meridional.
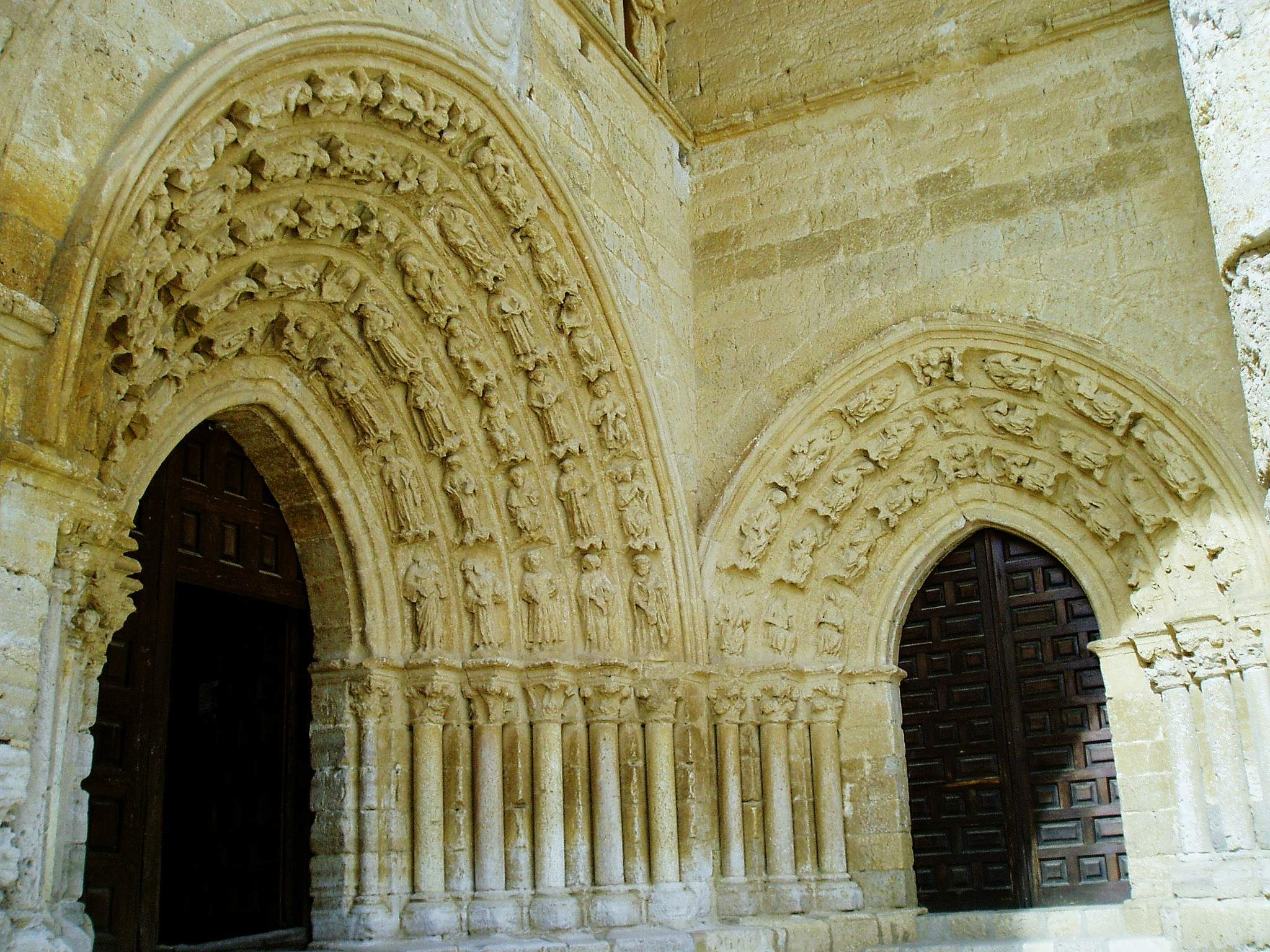
Doble portada meridional.